# Orthorapha
Orthorapha is een geslacht van halfvleugeligen uit de familie Aphrophoridae. De wetenschappelijke naam van dit geslacht is voor het eerst geldig gepubliceerd in 1832 door Westwood.

## Soorten
Het geslacht Orthorapha omvat de volgende soorten:
- Orthorapha cassidioides Westwood, 1832
- Orthorapha laeta Jacobi, 1921